# Zeinal Bava
Zeinal Abedin Mohamed Bava GCME (Lourenço Marques, 18 de Novembro de 1965) é um executivo português, ex-Presidente da Oi e da Portugal Telecom É licenciado em Engenharia Electrónica e Electrotécnica pela University College London e foi distinguido com Honoris Causa pela Universidade de Beira Interior.

## Origens
A sua família, muçulmana sunita originária da Índia Portuguesa, fixou-se em Moçambique, em 1890, na época uma colónia portuguesa. Seus pais dedicavam-se ao comércio e imobiliário na cidade de Lourenço Marques (actual Maputo), onde nasceu Zeinal. Em Portugal, para onde a família rumou após 1975, seu pai criou uma pequena fábrica de mobiliário.

## Carreira
Foi Diretor Executivo e de Relações para Portugal do Merrill Lynch International de 1998 a 1999, do Deutsche Morgan Grenfell de 1996 a 1998 e do Warburg Dillon Read de 1989 a 1996. Durante este período viveu em Londres e Madrid.
Zeinal Bava iniciou funções na Portugal Telecom (PT) como CFO do negócio de televisão por subscrição (PT Multimédia,  depois ZON e hoje NOS) em 1999 e foi CFO do Grupo PT entre 2000 e 2006. Ao longo de 10 anos na PT, antes de assumir a liderança da empresa, desempenhou diversos cargos chave nos principais negócios da PT, tendo sido Presidente Executivo do negócio de televisão por subscrição de 2003 (PT Multimédia/TV Cabo) até à data do spin-off da empresa em 2007; Vice-Presidente e responsável máximo pelo segmento residencial do negócio de rede fixa (PT Comunicações) em Portugal; Presidente Executivo do negócio móvel em Portugal (TMN); Presidente da unidade de serviços partilhados PT Pro; Membro do Conselho de Administração da Brasilcel e da Vivo; Presidente do Conselho de Administração do negócio de serviços partilhados (PT PRO) e membro do Conselho de Administração da PT Investimentos Internacionais.
Foi nomeado Presidente Executivo da PT em abril de 2008 e reeleito em abril de 2012 para o triénio 2012-2014.
Em 2010 foi o gestor mais bem pago em Portugal, recebendo 1,4 milhões de euros.
Adicionalmente, desempenhou vários cargos no Brasil, sendo membro do Conselho de Administração da Telemar Participações, S.A., membro do Conselho de Administração da Tele Norte Leste Participações, S.A., empresas da Oi e ainda membro do Conselho de Administração da Contax Participações S.A. e da CTX Participações, S.A.
Em 4 de junho de 2013, Zeinal Bava assumiu a liderança da Oi, cargo que acumulou com a presidência da PT Portugal (Unidade de Negócios Fixo e Móvel em Portugal incluindo a PT Inovação, PT SI, PT Contact e PT Pro) durante cerca de um ano. No dia 6 de agosto de 2014, a operadora brasileira Oi anunciou a saída de Zeinal Bava da administração da PT Portugal, assim como todos os cargos de administração em sociedades da PT.
Em 2014, Zeinal Bava recebeu um bónus de 8,8 milhões de euros da operadora brasileira Oi, antes da fusão com a Portugal Telecom. A Comissão de Valores Mobiliários (CVM), do Brasil, abriu uma investigação ao gestor, já que este não teve autorização para receber o prémio. Além disso Bava também atribuiu renumerações adicionais a outros administradores — novamente sem autorização. Numa tentativa de travar a investigação, o antigo presidente da PT queria pagar 77 mil euros, mas o regulador brasileiro rejeitou o pagamento.
Em 7 de outubro de 2014, Zeinal Bava renunciou ao cargo de Diretor Presidente da Oi, sendo substituído, interinamente, por Bayard Gontijo, Diretor de Finanças e de Relações com Investidores.
Zeinal Bava exerceu também funções como Membro do Conselho de Fundadores da Casa da Música; Membro do Conselho de Administração da Fundação Luso-Brasileira e Membro do Conselho de Administração da Fundação Portugal África.
Em fevereiro de 2017, Zeinal Bava foi constituído arguido no âmbito da Operação Marquês suspeito da prática de factos suscetíveis de integrarem os crimes de fraude fiscal, corrupção passiva e branqueamento de capitais.
Em 9 de Abril de de 2021, foi tomada a Decisão Instrutoria do Tribunal Central de Instrução Criminal de não pronúncia de Zeinal Bava e arquivamento doas autos. A não pronúncia de Zeinal Bava foi relativamente aos crimes pelos quais vinha acusado pelo Ministério Público - Departamento Central de Investigação e Acção - corrupção passiva, branqueamento de capitais, falsificação de documento e dois crimes de fraude fiscal qualificada. 
Em Junho de 2023 foi condenado no Brasil a duas multas de 170 milhões de reais, equivalente a 31,5 milhões de euros por parte da Comissão de Valores Mobiliários do Brasil. A condenação diz respeito a dois processos sobre a operadora brasileira Oi, que foi liderada por Bava após uma parceria com a então Portugal Telecom. Um dos casos deve-se ao recebimento de bónus "sem aprovação da assembleia geral ou do conselho de administração". Além da multa financeira, o gestor foi ainda condenado à "inabilitação temporária de 120 meses para o exercício de cargo de administrador ou de conselheiro fiscal de companhia aberta, de entidade do sistema de distribuição ou de outras entidades que dependam de autorização ou registro na CVM". O segundo processo, no qual Zeinal Bava é condenado a pagar 500 mil reais, o supervisor brasileiro indica que o gestor omitiu a "verificação e acompanhamento de aplicações financeiras mantidas pela Portugal Telecom na Oi", não tendo também alertado a Oi "sobre os riscos envolvidos nas aplicações".
Atualmente, Zeinal Bava vive entre Portugal e o Reino Unido, e é consultor para várias empresas.

## Comissão parlamentar de inquérito (2015)
Em Fevereiro de 2015, três meses depois da crise do Banco Espírito Santo, o Presidente da PT, o Administrador com o pelouro financeiro da PT e Zeinal Bava, ex Presidente da Oi, foi chamado ao parlamento para atender a uma Comissão de Inquérito, devido ao fracasso do investimento feito pela PT SGPS e a sua subsidiária PT Finance BV na Rioforte em Fevereiro e Abril de 2014, ainda antes da consumacao da integracao dos activos da PT na Oi. A informação que forneceu aos deputados cingiu ao periodo ate à sua saída em Junho 2013 e o recurso constante a estrangeirismos causou polémica no público português, gerando grande quantidade de publicações nas redes sociais, incluindo material humorístico,  popularizando em particular a deputada do BE Mariana Mortágua pelo seu desempenho na comissão de inquérito. 

## Prémios e distinções
- 2009: Melhor CEO na área de Investor Relations no âmbito do “Investor Relations & Governance Awards (IRGA)”, uma iniciativa da Deloitte.[25]
- 2010: Melhor CEO no setor de Telecomunicações da Europa, pela Institutional Investor. Melhor CEO em Portugal pela Extel.[26]
- 2011: Segundo melhor CEO europeu no setor das Telecomunicações e melhor CEO em Portugal, pela Institutional Investor.[27]
- 2011: Melhor líder português em empresa privada, pelo Best Leader Awards, promovido pela Leadership Business Consulting[28]
- 2012: Melhor CEO em Portugal e melhor CEO do setor de telecomunicações da Europa, pela Institutional Investor.[29]

Enquanto CFO do Grupo PT, foi eleito por três vezes consecutivas em 2003, 2004 e 2005 como o melhor chief financial officer (CFO) da Europa no setor das telecomunicações, pela Institutional Investor.
A 9 de Junho de 2014 foi agraciado com a Grã-Cruz da Ordem do Mérito Empresarial Classe Comercial.
- 2014: Doutoramento Honoris Causa pela Universidade da Beira Interior